# Casa de la Cultura Afrouruguaya
La Casa de la Cultura Afrouruguaya está ubicada en la calle Isla de Flores 1645 esquina Minas, en el centro de la ciudad de Montevideo. Esta construcción histórica de mediados del siglo XIX está rodeada de iconos culturales de los afrouruguayos, cerca de conventillos históricos, como el Conventillo de Ansina y el Conventillo Mediomundo. Además, es el punto de encuentro e inicio del clásico desfile de llamadas, principal manifestación sociocultural de la población afrouruguaya que, junto con literatura, pinturas y otras manifestaciones artísticas, conforman el sostén de esta cultura.

## Historia afrouruguaya

### Periodo esclavista
A partir del siglo XVI, la trata transatlántica de personas, conocida como tráfico de esclavos fue uno de los negocios más fructíferos para los imperios europeos que, en el proceso de colonización de las tierras latinoamericanas, necesitaban mano de obra para la formación de las nuevas colonias y la extracción de sus riquezas. En Uruguay se dio una situación especial, ya que el puerto de Montevideo era el único autorizado para el ingreso de los esclavos y luego de una cuarentena que aseguraba a sus compradores que no estuvieran enfermos, se los repartía por el resto de América. A partir del año 1842, durante la Guerra Grande, el general Fructuoso Rivera se vio en la necesidad de incluir a los negros esclavos en sus ejércitos, para reforzarlos y se puso fin a la esclavitud, dando total libertad al pueblo afrodescendiente.

### Cultura
Entendiendo cultura como el trabajo que ejerce el hombre sobre la tierra, según Hegel, se ve, en esta comunidad afrouruguaya, que la creatividad del trabajo ejercido por sus manos se ve reflejada en varios aspectos de la cultura uruguaya. Una de las representaciones culturales afrouruguayas más importantes es el candombe, particular evento cultural afro cuya fecha de conmemoración es el 3 de diciembre, Día Nacional del Candombe en Uruguay. Entre las representantes culturales afrouruguayas está también la casa de la cultura afrouruguaya con pinturas, esculturas, literatura propias, con fuerte presencia en la sociedad uruguaya.

### Ley 18.059
Se trata de la declaración del 3 de diciembre como Día Nacional del Candombe, expresión cultural patrimonio de la República Oriental del Uruguay y que es, en esencia, el tronar de los tambores chico, repique y piano, acompañado de canto y danza ancestrales de los pueblos africanos, heredado como legado cultural.

### Historia
Abrió sus puertas el 3 de diciembre de 2011, coincidente con la conmemoración del día del candombe y cultura afrouruguaya, con un evento que contó con la presencia de reconocidos artistas invitados. Es un lugar de encuentro y de recuerdo de las raíces de los afrouruguayos, reconocidos como actores en el proceso de formación del Uruguay, que luchan constante contra la discriminación racial. El proyecto de formación de este lugar comenzó en 2007 y continuó durante los mandatos municipales de Mariano Arana, Ricardo Ehrlich y Ana Olivera.

### Proyectos
El proyecto Casa de la Cultura Afrouruguaya tiene varios objetivos. En primer lugar, favorecer la cohesión social a través de políticas públicas a nivel municipal que contemplen la cultura afrodescendiente, ya sea por el mismo colectivo afro como desde la sociedad uruguaya. En segundo lugar, tiene como objetivos disminuir la brecha cultural e incidir en los niveles de discriminación racial.
La propuesta es financiada por la Cooperación Española a través de AECID, con la participación del Centro Cultural de España (CCE), y el Departamento de Desarrollo Social de la Intendencia de Montevideo. Tanto para la gestión del proyecto sociocultural como para el acondicionamiento físico del edificio, la IMM ha brindados fondos para ser invertidos en la obra.
La Casa de la Cultura constituye un espacio de encuentro para la cultura afrouruguaya. Desde el centro y con el trabajo en conjunto de actores sociales, académicos, instituciones educativas, desarrolla acciones de investigación y difusión, haciendo hincapié en la promoción de los valores, tradiciones, manifestaciones artísticas aportadas por los afrodescendientes.